# Tudor Vladimirescu
Tudor Vladimirescu (romunsko Tudor Vladimirescu, Tudor din Vladimiri (Tudor Vladimirski), včasih tudi Domnul Tudor (vojvoda Tudor)) je bil vlaški (romunski) revolucionar in heroj, voditelj pandurske milice in vlaške vstaje leta 1821, * okrog 1780, † 7. junij 1821.

## Ozadje
Tudor je bil rojen v družini kmetov (mazili)  v Vladimirjih v Olteniji. Letnica rojstva 1780 je še vedno predmet razprav. Pri dvanajstih letih so ga poslali v Craiovo v službo bojarja Ioana Glogoveanuja, kjer se je učil  retorike, slovnice in grškega jezika. Postal je upravnik bojarjevega posestva in bil leta 1806 imenovan za vătafa – poveljnika lokalne milice v Cloșani.  Kot upravnik  je dobro spoznal navade podložnikov in zemljiških posestnikov, kar mu je v prvih mesecih upora proti fanariotom pomagalo hoditi po ozki črti med interesi bojarjev in kmetov. Kot vodja pretežno kmečkega upora je naredil vse, da od upora ni odvrnil elite, je ni kaznoval in da uporniki niso uničevali njenega premoženja.
Vstopil je v rusko vojsko in se udeležil rusko turške vojne 1806-1812. Bil je odlikovan z Redom sv. Vladimirja 3. stopnje, s katerim je dobil rusko zaščito in imuniteto pred vlaško in osmansko  zakonodajo. Vse to  je pripomoglo k njegovi odločitvi, da organizira  vstajo, in prepričanju, da bo Rusija podprla njegove akcije. Po vojni se je vrnil v Oltenijo in leta 1814  na kratko   odpotoval na Dunaj, da bi prisostvoval sodni razpravi, v kateri se je obravnavalo  tudi  premoženje Gloveanujeve žene. Potovanje je sovpadlo z Dunajskim kongresom, zato se upravičeno domneva,  da je Vladimirescu spremljal tudi potek  mirovnih pogajanj. 
Po vrnitvi v domovino leta 1815 je izvedel, da so osmsanski vojaki iz garnizije v Ada Kalehu med postošenjem  po  Mehedinciju in Gorgu uničili tudi njegovo posest.  
Od leta 1812 do 1821 je postopoma  gradil bazo svojih pristašev. Pandurji so spoštovali njegove vojaške izkušnje, mnogi viri pa poudarjajo njegovo karizmo in izjemne pogajalske sposobnosti. Tudor je bil verjetno dobro seznanjem tudi s potekom in izidi prve in druge srbske vstaje. 

## Vstaja
Smrt kneza Aleksandra Sucuja  januarja 1821 je sprožila ustanovitev začasnega Vladnega odbora  (Comitet de Ocârmuire) treh regentov iz najbolj reprezentativnih avtohtonih bojarskih družin. Najbolj prominenten je bil kajmakam  Grigore Brâncoveanu. Odbor je zanikal pravico do oblasti fanariotov in se odločil, da bo hitro   spretno izkoristil protibojarsko in protifanariotsko razpoloženje v Vlaški, zlasti v Olteniji, preden bo novoimenovani knez Skarlat Kalimahi zasedel vlaški prestol. 15. januarja je s pandurji sklenili dogovor o sodelovanju in na položaj Tudorjevega pribočnika imenovali kapitana pandurjev Dimitrija Makedonskega. 
Vladimiresku je še isti dan pisal sultanu Mahmudu II., da njegov cilj ni strmoglavljenje  osmanske oblasti, ampak fanariotskega režima, in  pokazal pripravljenost za ohranitev tradicionalnih institucij. Njegove izjave so pomenile kupovanje časa, ker se je že pogajal z grško protiosmansko revolucionarno organizacijo Filiki Eteria, s katero je imel stike verjetno že od leta 1819.  Skupaj so naredili načrt vstaje in z dvema predstavnikoma Eterie (Giorgakis Olympios in Iannis Pharmakis) Vlaški zagotovili rusko podporo. Zgleda, da Tudor ni bil član Eterie.  
Po utrditvi samostanov Tismana in Strehaia v Olteniji, ki naj bi služila upornikom kot trdnjavi med morebitno osmansko intervencijo, je Tudor odpotoval v Padeș, kjer je 23. januarja 1821 objavil svoj prvi razglas. V njem je omenil načela razsvetljenstva, zlasti pravico do upora proti zatiralcem, in kmetom obljubil, da bo  »zimi sledila pomlad«.
Februarja so bile zahteve vstajnikov  podrobno razčlenjene v več dokumentih. Med njimi so bile zahteve po odpravi kupovanja služb v državni upravi, uvedbi napredovanja po zaslugah, odpravi nekaterih davkov, spremembi kriterijev za odmero davkov, zmanjšanju glavnih davkov, ustanovitvi vlaške armade in odpravi notranjih carin. Tudor je skladno z njimi zahteval izgon nekaterih fanariotskih družin in prepoved, da bi člani spremstva  bodočih knezov pri imenovanju na  pomembne položaje lahko konkurirali lokalnim bojarjem. Zahteve bojarjev, zlasti predstavnikov Nikolaja Văcărescuja, da Tudor odstopi od teh zahtev, so bile v Divanu ostro zavrnjene.   
Vojska vstajnikov je 21. marca 1821 zasedla Bukarešto, kjer je Tudor objavil nov pomemben razglas. V njem  je ponovno izrazil svojo pripravljenost za sklenitev miru z Osmanskim cesarstvom. V Moldaviji je  Filiki Eteria pod vodstvom Alaksandra Ipsilantija razglasila osvoboditev izpod osmanske oblasti, kar je podprl tudi moldavski knez Mihael Sucu. Razglasitev je sprožila rusko reakcijo. Ruska vojska je vdrla v Moldavijo in vsilila politiko Svete alianse. Ipsilantijeva vojska se je umaknila na jug do Bukarešte, katero so okupirali Tudorjevi pandurji.
Tudorjevo sklepanje kompromisov je uničilo njegovo zavezništvo z lokalnimi bojarji. Nositi je začel kalpak, visok črn usnjen klobuk, rezerviran  za kneze, in zahteval, da se ga naslavlja z domn (domnitor, gospod, knez), s čimer se je odmaknil od podrejenosti proti načelom zemljiške gospode. 
Srečanje Ipsilantija in Tudorja je prineslo nov kompromis. Tudor se je štel za osvobojenega od določb  januarskega sporazuma, ker je Rusija postala sovražnik Eterie,  Ipsilanti pa ga je skušal prepričati, da je ruska podpora še vedno mogoča. Država je bila razdeljena na grško  in vlaško upravo, Tudor pa je zaradi priprav velike turške vojske, da preko Donave vdre na sever, razglasil svojo nevtralnost.  Reakcijo Osmanskega cesarstva je sprožila ruska grožnja z intervencijo v Vlaški.
Tudorjeva vojska se je maja umaknila proti Olteniji in omogočila turški vojski, da brez odpora zasede Bukarešto. Tudor ni več mogel vzdrževati discipline in enotnosti v svoji vojski in nekatere enote so začele pleniti. Pripadniki Eterie pod vodstvom Aleksandra Ipsilantija so medtem izdelali načrt za Tudorjevo odstranitev. Po izdaji so ga 21. maja v Goleștiju  aretirali, ga v noči med 27. in 28. majem obtožili kolaboracije z Osmanskim cesarstvom proti Eterii in mučili in nato v  Târgoviștu usmrtili. Njegovo telo so vrgli na smetišče. 
Tudorjevo  sodelovanje z Osmanskim cesarstvom ni bilo nikoli dokazano. Eteria ni uspela izvesti svojega načrta, da bi prevzela poveljstvo Tudorjeve vojske. Večina nje je bila takoj razpuščena.

## Zapuščina
Vlaško je zaradi Tudorjeve vstaje okupirala osmanska vojska. Po avgustu 1821 se je stanje nekoliko stabiliziralo, turške čete pa so v Vlaški kljub temu ostale do leta 1826. Osmansko cesarstvo fanariotski oblasti ni več zaupalo, ker so se vanjo infiltrirali grški nacionalisti, zato je leta 1822 oblast  v obeh kneževinah vrnilo lokalnim knezom: v Vlaški Grigoriju IV. Giki in v Moldaviji  Ioanu Strudzi. Spremembe so potrdili z Odrinsko mirovno pogodbo. Ruska okupacija se je po koncu rusko-turške vojne končala.
Tudorjeva vstaja je vplivala na več generacij romunskih nacionalistov. V prvem obdobju Ljudske republike Romunije, ki je trajalo od leta 1948 do 1965,  je prišla  v njeno uradno ideologijo. Veljala je za napredno in pripomogla k temu, da se je Romunija štela za zaveznico Rusije, predhodnice Sovjetske zveze.  Romunski film Tudor iz leta 1962 prikazuje njegovo življenje od vrnitve leta 1812 do njegove smrti. V filmu umre zaradi smrtnega strela v hrbet in pade s konja.
Med špansko državljansko vojno  se je po Tudorju Vladimirescuju imenovala  topniška baterija romunskih prostovoljcev v Mednarodnih brigadah. Ustanovljen je bil tudi Red Tudorja Vladimirescuja.
V Rdeči armadi je bila iz romunskih vojnih ujetnikov, zajetih na Vzhodni fronti, ustanovljena divizija z njegovim imenom (Divizia Tudor Vladimirescu). Med drugo svetovno vojno  se je borila  proti pronacističnemu režimu Iona Antunescuja. Po letu 1944 je bila vključena v romunsko armado.  